# 대한민국 민법 제81조
대한민국 민법 제81조는 청산법인에 대한 민법총칙 조문이다. 

## 조문
제81조(청산법인) 해산한 법인은 청산의 목적범위내에서만 권리가 있고 의무를 부담한다.

第81條(淸算法人) 解散한 法人은 淸算의 目的範圍內에서만 權利가 있고 義務를 負擔한다..

## 참고 문헌
- 오현수, 일본민법, 진원사, 2014. ISBN 978-89-6346-345-2
- 오세경, 대법전, 법전출판사, 2014 ISBN 978-89-262-1027-7
- 이준현 , LOGOS 민법 조문판례집, 미래가치, 2015. ISBN 979-1-155-02086-9